# Irene Cécile
Irene Cecile (Rijnsburg, 6 december 1981) is een Nederlandse illustrator. Ze heeft zich gespecialiseerd in het maken van educatieve illustraties en illustraties voor de medische sector. 

## Biografie
Irene Cecile studeerde Biologie aan de Universiteit Leiden van 2000-2005, en van 2005-2009 aan de Koninklijke Academie van Beeldende Kunsten, Den Haag. Daarna werkte zij als fotograaf, webdesigner en illustrator. 
Vanaf 2015 legde zij zich steeds meer toe op het maken van illustraties, en specialiseerde zij zich in educatieve illustraties en infographics en illustraties voor de medische sector.
In 2020 startte zij met de Nederlandse Illustratie Podcast, waarin zij onder andere collega illustratoren interviewt.

## Werk
Irene Cecile maakte onder andere illustraties voor Oxfam Novib, de Reddingsbrigade Nederland, het Leids Universitair Medisch Centrum (LUMC), het Koninklijk Paleis Amsterdam, het Leger des Heils, Amsterdam UMC, het Wereld Natuur Fonds en natuurhistorisch museum Naturalis. 
In 2019 illustreerde zij het jeugdboek Reisdagboek van Travis Montgomery van Victoria Farkas. 

## Publicaties
- 2021 - Integratief Opvoeden, Nathalie Schlattmann e.a., Uitgeverij Bohn Stafleu van Loghum
- 2020 - Spinnen, Minke van Dam, Ars Scribendi Uitgeverij
- 2019 - Reisdagboek van Travis Montgomery, Victoria Farkas, Uitgeverij Volt
- 2016 - Dit boek gaat niet over mode, Cécile Narinx, Marije van Regenmortel, Merel Bem, Uitgeverij Atlas Contact
- 2012 - Het Boek Rein, De Bink
- 2012 - Hoor de zon, kunst-educatie boek onder redactie van Madelinde Hageman en Carolien Euser
- 2011 - Veel kun je maken, maar niet alles houden, Galatea Publishers Amsterdam
- 2011 - Dansen op de maat van het ogenblik, Uitgeverij Augustus
- 2010 - TILT, uitgeverij De Geus
- 2010 - Beeldtaal - Perspectieven voor makers en gebruikers, uitgeverij Boom
- 2010 - Web Design Index by Content 05, The Pepin Press
- 2010 - Web Design Index 9, The Pepin Press

## Exposities
- 2016 - Picture Book Museum (Troisdorf, Duitsland), World Wide Picture Book Illustration Competition (WWPBIC) 2015
- 2013 - GEM Den Haag
- 2011 - Verkadefabriek, ’s-Hertogenbosch
- 2011 - Rijksbureau voor Kunsthistorische Documentatie, Den Haag
- 2010 - Amsterdams Centrum voor Fotografie, Amsterdam
- 2010 - Shanghai World Expo 2010, Shanghai Biënnale
- 2010 - BredaPhoto Internationaal fotofestival, Breda
- 2010 - Little Mountain Gallery, Vancouver, Canada: Small Victories
- 2010 - Gemeentemuseum Den Haag: Now or never

- RKD-Nederlands Instituut voor Kunstgeschiedenis: 431065
- Union List of Artist Names: 500694014
- Virtual International Authority File: 33163155752601310886